# Roberto Alvarado
Roberto Carlos „Piojo” Alvarado Hernández (ur. 7 września 1998 w Irapuato) – meksykański piłkarz występujący na pozycji skrzydłowego lub ofensywnego pomocnika, reprezentant Meksyku, od 2022 roku zawodnik Guadalajary.